# Llista de distribucions de probabilitat
Moltes distribucions de probabilitat que són importants en teoria o aplicacions han rebut noms específics.

## Distribucions discretes

Distribució binomial

- La distribució de Bernoulli, que pren el valor 1 amb probabilitat p i el valor 0 amb probabilitat q = 1 − p.
- La distribució de Rademacher, que pren el valor 1 amb probabilitat 1/2 i el valor − amb probabilitat 1/2.
- La distribució binomial, que descriu el nombre d'èxits en una sèrie d'experiments independents Sí/No, tots amb la mateixa probabilitat d'èxit.
- La distribució binomial beta, que descriu el nombre d'èxits en una sèrie d'experiments independents Sí/No amb heterogeneïtat en la probabilitat d'èxit.
- La distribució degenerada en x0, on X és segur que pren el valor x0. Això no sembla aleatori, però compleix la definició de variable aleatòria. Això és útil perquè posa variables deterministes i variables aleatòries en el mateix formalisme.
- La distribució uniforme discreta, on tots els elements d'un conjunt finit són igualment probables. Aquest és el model de distribució teòric per a una moneda equilibrada, un dau imparcial, una ruleta de casino o la primera carta d'una baralla ben barrejada.
- La distribució hipergeomètrica, que descriu el nombre d'èxits en els primers m d'una sèrie de n experiments consecutius Sí/No, si es coneix el nombre total d'èxits. Aquesta distribució sorgeix quan no hi ha substitució.
- La distribució hipergeomètrica negativa, una distribució que descriu el nombre d'intents necessaris per aconseguir l' enèsimo èxit en una sèrie d'experiments Sí/No sense substitució.
- La distribució binomial de Poisson, que descriu el nombre d'èxits en una sèrie d'experiments independents Sí/No amb diferents probabilitats d'èxit.
- Distribució hipergeomètrica no central de Fisher.
- Distribució hipergeomètrica no central de Wallenius.
- Llei de Benford, que descriu la freqüència del primer dígit de moltes dades naturals.
- Les distribucions de solitons ideals i robustes.
- La llei de Zipf o la distribució Zipf. Una distribució discreta de llei de poder, l'exemple més famós de la qual és la descripció de la freqüència de les paraules en anglès.
- La llei Zipf-Mandelbrot és una distribució de lleis de potència discreta que és una generalització de la distribució Zipf.

### Amb suport infinit
- La distribució binomial beta negativaDistribució beta

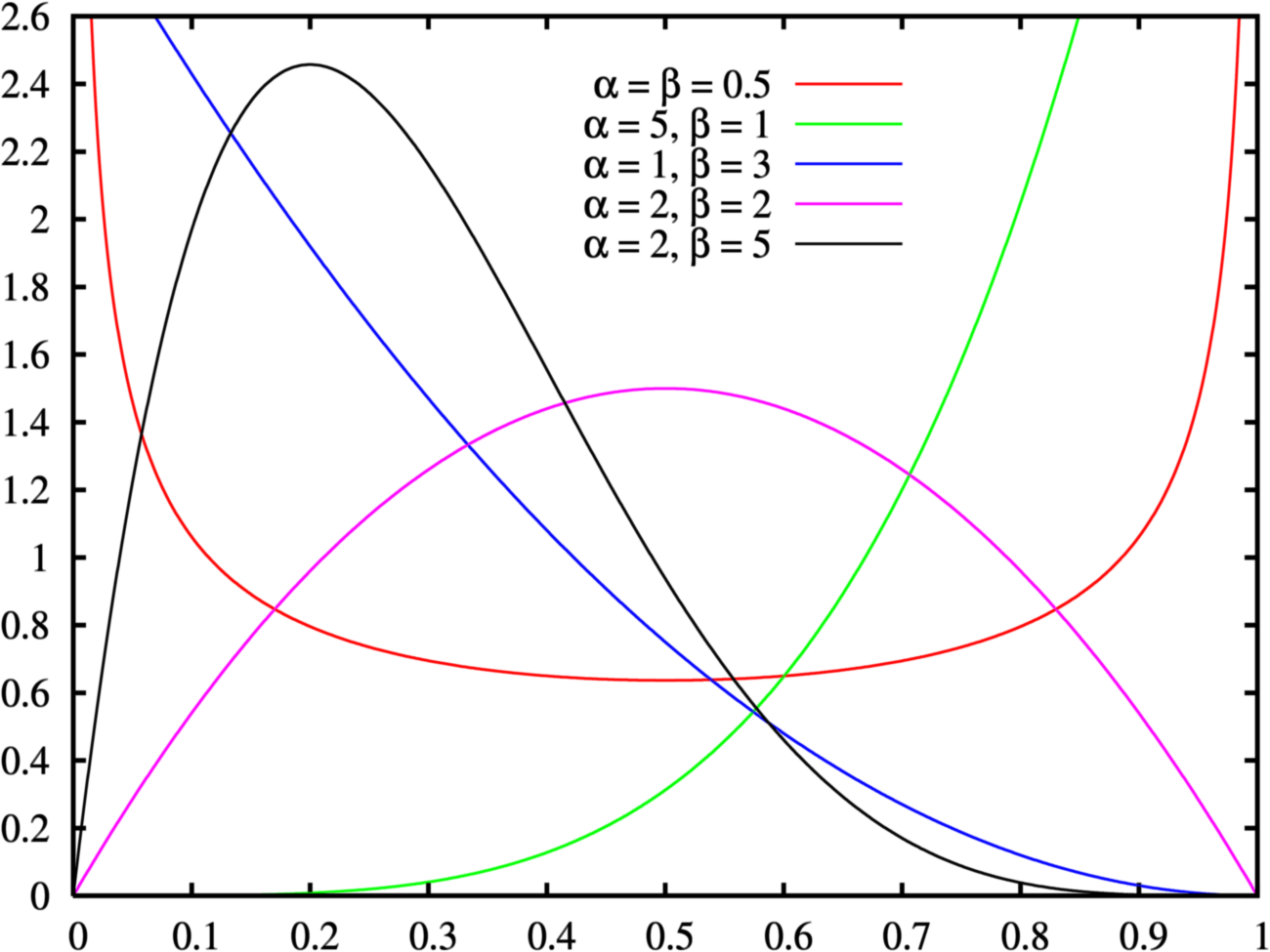
Distribució beta

- La distribució de Boltzmann, una distribució discreta important en la física estadística que descriu les probabilitats dels diferents nivells d'energia discrets d'un sistema en equilibri tèrmic. Té un analògic continu. Els casos especials inclouen:
  - La distribució de Gibbs
  - La distribució de Maxwell-Boltzmann
- La distribució Borel
- La distribució de fase discreta, una generalització de la distribució geomètrica que descriu el primer temps d'impacte de l'estat absorbent d'una cadena de Markov acabada finita.
- La distribució binomial negativa estesa
- La distribució generalitzada de sèries de registre
- La distribució de Gauss-Kuzmin
- La distribució geomètrica, una distribució discreta que descriu el nombre d'intents necessaris per obtenir el primer èxit en una sèrie de proves Bernoulli independents, o alternativament només el nombre de pèrdues abans del primer èxit (és a dir, un menys).
- La distribució HermiteDistribució de Kumaraswamy

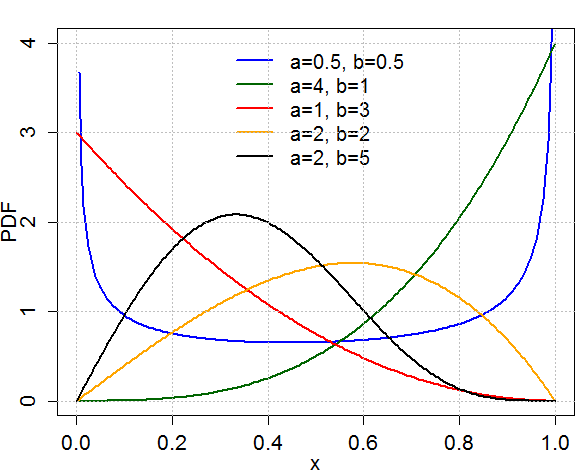
Distribució de Kumaraswamy

- La distribució logarítmica (sèrie).
- La distribució mixta de Poisson
- La distribució binomial negativa o distribució Pascal, una generalització de la distribució geomètrica a l' enèsimo èxit.
- La distribució de Poisson composta discreta
- La distribució fractal parabòlica
- La distribució de Poisson, que descriu un nombre molt gran d'esdeveniments individualment improbables que succeeixen en un interval de temps determinat. Relacionades amb aquesta distribució hi ha una sèrie d'altres distribucions: el Poisson desplaçat, l'hiper-Poisson, el binomi general de Poisson i les distribucions de tipus de Poisson.Distribució uniforme contínua

Distribució uniforme contínua

  - La distribució de Conway–Maxwell–Poisson, una extensió de dos paràmetres de la distribució de Poisson amb una taxa de decadència ajustable.
  - La distribució de Poisson truncada a zero, per a processos en què no s'observen recomptes zero
- La distribució de Polya-Eggenberger
- La distribució de Skellam, la distribució de la diferència entre dues variables aleatòries independents distribuïdes per Poisson.
- La distribució el·líptica sesgada
- La distribució Yule-Simon
- La distribució zeta té usos en estadística aplicada i mecànica estadística, i potser pot ser d'interès per als teòrics dels nombres. És la distribució Zipf per a un nombre infinit d'elements.

### Suport en un interval acotat

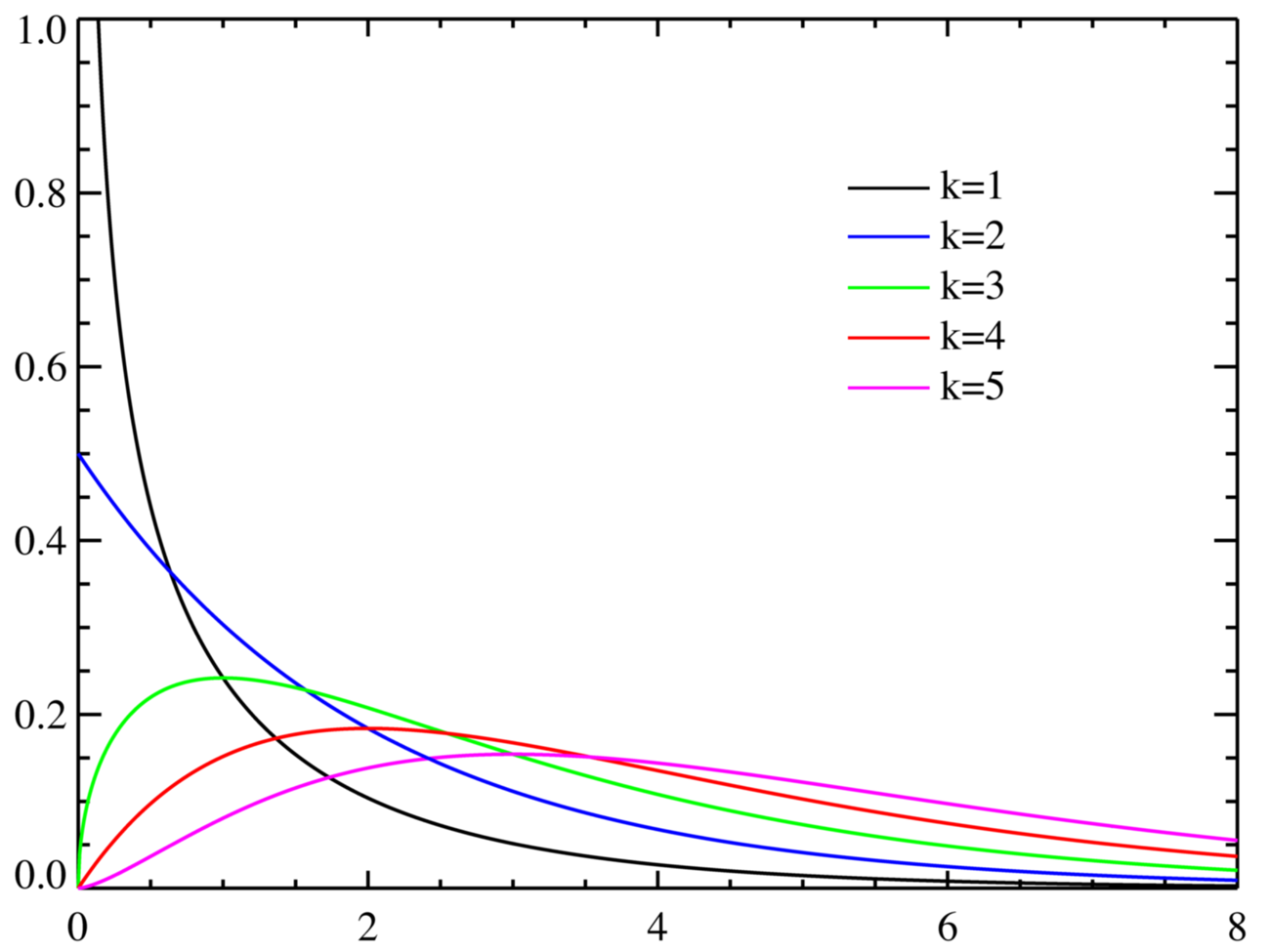
Distribució de chi quadrat

- La distribució Beta a [0,1], una família de distribucions de dos paràmetres amb un mode, de les quals la distribució uniforme és un cas especial, i que és útil per estimar probabilitats d'èxit.Distribució de chi quadrat
  - La distribució Beta a [0,1], una família de distribucions de dos paràmetres amb un mode, de les quals la distribució uniforme és un cas especial, i que és útil per estimar probabilitats d'èxit.
    - La distribució beta de quatre paràmetres, una generalització directa de la distribució beta a intervals acotats arbitraris .

  - La distribució arcsinus a [ a, b ], que és un cas especial de la distribució Beta si α = β = 1/2, a = 0 i b = 1.
  - La distribució PERT és un cas especial de la distribució beta de quatre paràmetres.
  - La distribució uniforme o distribució rectangular a [ a, b ], on tots els punts d'un interval finit són igualment probables, és un cas especial de la distribució Beta de quatre paràmetres.
  - La distribució d'Irwin-Hall és la distribució de la suma de n variables aleatòries independents, cadascuna de les quals té la distribució uniforme a [0,1].
  - La distribució de Bates és la distribució de la mitjana de n variables aleatòries independents, cadascuna de les quals té la distribució uniforme a [0,1].
  - La distribució logit-normal a (0,1).Distribució gamma

Distribució gamma

  - La funció delta de Dirac encara que no és estrictament una distribució de probabilitat, és una forma limitant de moltes funcions de probabilitat contínues. Representa una distribució de probabilitat discreta — a 0 — distribució degenerada— és una distribució (matemàtiques) en el sentit de la funció generalitzada; però la notació el tracta com si fos una distribució contínua.
  - La distribució de Kent a l'esfera bidimensional.
  - La distribució Kumaraswamy és tan versàtil com la distribució Beta, però té formes tancades senzilles tant per al cdf com per al pdf.
  - La distribució de logit metalog, que és molt flexible en la forma, té formes tancades simples i es pot parametritzar amb dades utilitzant mínims quadrats lineals.
  - La distribució de Marchenko-Pastur és important en la teoria de matrius aleatòries.
  - Les distribucions parametritzades per quantils acotades, que són molt flexibles en la forma i es poden parametritzar amb dades mitjançant mínims quadrats lineals (vegeu Distribució parametritzada per quantils #Transformacions)
  - La distribució del cosinus elevat a []
  - La distribució recíprocaDistribució de Pareto

Distribució de Pareto

  - La distribució triangular a [ a, b ], un cas especial de la qual és la distribució de la suma de dues variables aleatòries independents distribuïdes uniformement (la convolució de dues distribucions uniformes).
  - La distribució trapezoidal
  - La distribució normal truncada a [a, b].
  - La distribució U-quadratica a [a, b].
  - La distribució de von Mises–Fisher a l'esfera N -dimensional té com a cas especial la distribució de von Mises.
  - La distribució de Bingham a l'esfera N -dimensional.
  - La distribució semicercle de Wigner és important en la teoria de matrius aleatòries.
  - La distribució contínua de Bernoulli és una família exponencial d'un paràmetre que proporciona una contrapartida probabilística a la pèrdua d'entropia creuada binària.
  - La distribució beta de quatre paràmetres, una generalització directa de la distribució beta a intervals acotats arbitraris .
- La distribució arcsinus a [ a, b ], que és un cas especial de la distribució Beta si α = β = 1/2, a = 0 i b = 1.
- La distribució PERT és un cas especial de la distribució beta de quatre paràmetres.
- La distribució uniforme o distribució rectangular a [ a, b ], on tots els punts d'un interval finit són igualment probables, és un cas especial de la distribució Beta de quatre paràmetres.
- La distribució d'Irwin-Hall és la distribució de la suma de n variables aleatòries independents, cadascuna de les quals té la distribució uniforme a [0,1].
- La distribució de Bates és la distribució de la mitjana de n variables aleatòries independents, cadascuna de les quals té la distribució uniforme a [0,1].
- La distribució logit-normal a (0,1).
- La funció delta de Dirac encara que no és estrictament una distribució de probabilitat, és una forma limitant de moltes funcions de probabilitat contínues. Representa una distribució de probabilitat discreta — a 0 — distribució degenerada— és una distribució (matemàtiques) en el sentit de la funció generalitzada; però la notació el tracta com si fos una distribució contínua.
- La distribució de Kent a l'esfera bidimensional.
- La distribució Kumaraswamy és tan versàtil com la distribució Beta, però té formes tancades senzilles tant per al cdf com per al pdf.
- La distribució de logit metalog, que és molt flexible en la forma, té formes tancades simples i es pot parametritzar amb dades utilitzant mínims quadrats lineals.
- La distribució de Marchenko-Pastur és important en la teoria de matrius aleatòries.
- Les distribucions parametritzades per quantils acotades, que són molt flexibles en la forma i es poden parametritzar amb dades mitjançant mínims quadrats lineals (vegeu Distribució parametritzada per quantils #Transformacions)
- La distribució del cosinus elevat a []
- La distribució recíproca
- La distribució triangular a [ a, b ], un cas especial de la qual és la distribució de la suma de dues variables aleatòries independents distribuïdes uniformement (la convolució de dues distribucions uniformes).
- La distribució trapezoidal
- La distribució normal truncada a [a, b].
- La distribució U-quadratica a [a, b].
- La distribució de von Mises–Fisher a l'esfera N -dimensional té com a cas especial la distribució de von Mises.
- La distribució de Bingham a l'esfera N -dimensional.
- La distribució semicercle de Wigner és important en la teoria de matrius aleatòries.
- La distribució contínua de Bernoulli és una família exponencial d'un paràmetre que proporciona una contrapartida probabilística a la pèrdua d'entropia creuada binària.

#### Suportat en intervals de longitud 2 π – distribucions direccionals
- La funció de fase Henyey-Greenstein
- La funció de fase de Mie
- La distribució de von Mises
- La distribució normal embolicada
- La distribució exponencial embolicada
- La distribució de Lévy embolicada
- La distribució de Cauchy embolicada
- La distribució de Laplace embolicada
- La distribució asimètrica de Laplace embolicada
- La pinta de Dirac de període 2 π, encara que no és estrictament una funció, és una forma limitant de moltes distribucions direccionals. És essencialment una funció delta de Dirac embolicada. Representa una distribució de — discreta concentrada en 2 π n — distribució degenerada— però la notació la tracta com si fos una distribució contínua.

### Admet en intervals semi-infinits, normalment [0,∞)
- La distribució primer beta
- La distribució Birnbaum-Saunders, també coneguda com a distribució de vida de fatiga, és una distribució de probabilitat que s'utilitza àmpliament en aplicacions de fiabilitat per modelar els temps de fallada.
- La distribució del chi
  - La distribució del chi no centralDistribució Cauchy

Distribució Cauchy

- La distribució chi quadrat, que és la suma dels quadrats de n variables aleatòries gaussianes independents. És un cas especial de la distribució gamma, i s'utilitza en proves de bondat d'ajust en estadístiques.
  - La distribució inversa de chi quadrat
  - La distribució chi quadrat no central
  - La distribució de chi quadrat inversa escalada
- La distribució Dagum
- La distribució exponencial, que descriu el temps entre esdeveniments aleatoris rars consecutius en un procés sense memòria.
- La distribució exponencial-logarítmica
- La distribució F, que és la distribució de la proporció de dues variables aleatòries distribuïdes en chi quadrat (normalitzades), utilitzada en l'anàlisi de la variància. Es coneix com a distribució primer beta quan és la relació de dues variables chi quadrat que no es normalitzen dividint-les pel seu nombre de graus de llibertat.
  - La distribució F no centralDistribució Johnson SU
- La distribució normal plegada
- La distribució de Fréchet

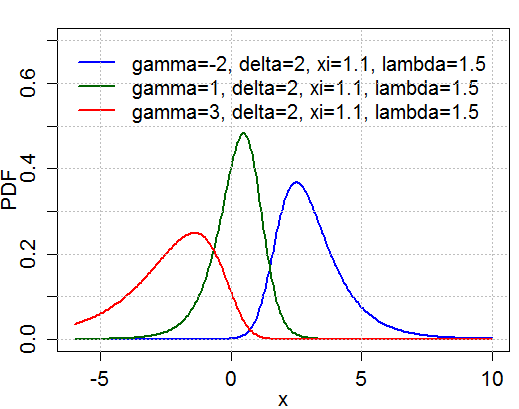
Distribució Johnson SU

- La distribució Gamma, que descriu el temps fins que n'esdeveniments aleatoris rars consecutius ocorren en un procés sense memòria.
  - La distribució Erlang, que és un cas especial de la distribució gamma amb paràmetre de forma integral, desenvolupada per predir els temps d'espera en sistemes de cua.
  - La distribució gamma inversa
- La distribució gamma generalitzada
- La distribució de Pareto generalitzada
- La distribució Gamma/GompertzDistribució de Laplace
- La distribució de Gompertz
- La distribució mig normal

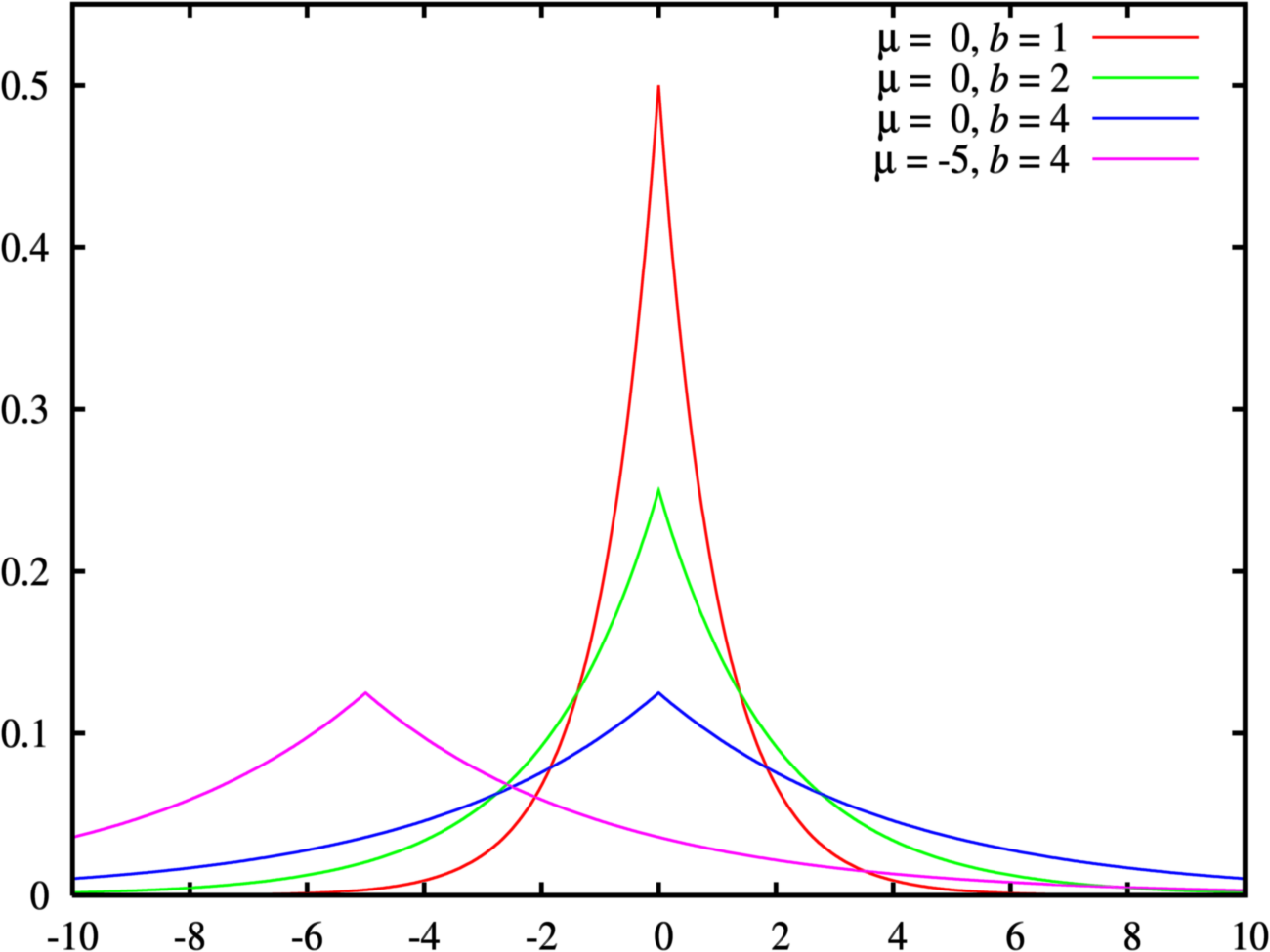
Distribució de Laplace

- Distribució en T quadrat d'Hotelling
- La distribució gaussiana inversa, també coneguda com a distribució de Wald
- La distribució de Lévy
- La distribució log-Cauchy
- La distribució log-Laplace
- La distribució log-logística
- La distribució logarítmica-metàleg, que és molt flexible a la forma, té formes tancades simples, es pot parametritzar amb dades utilitzant mínims quadrats lineals i subsumeix la distribució logarítmica-logística com a cas especial.
- La distribució log-normal, que descriu variables que es poden modelar com el producte de moltes variables positives independents petites.
- La distribució LomaxDistribució estable
- La distribució de Mittag-Leffler
- La distribució de Nakagami

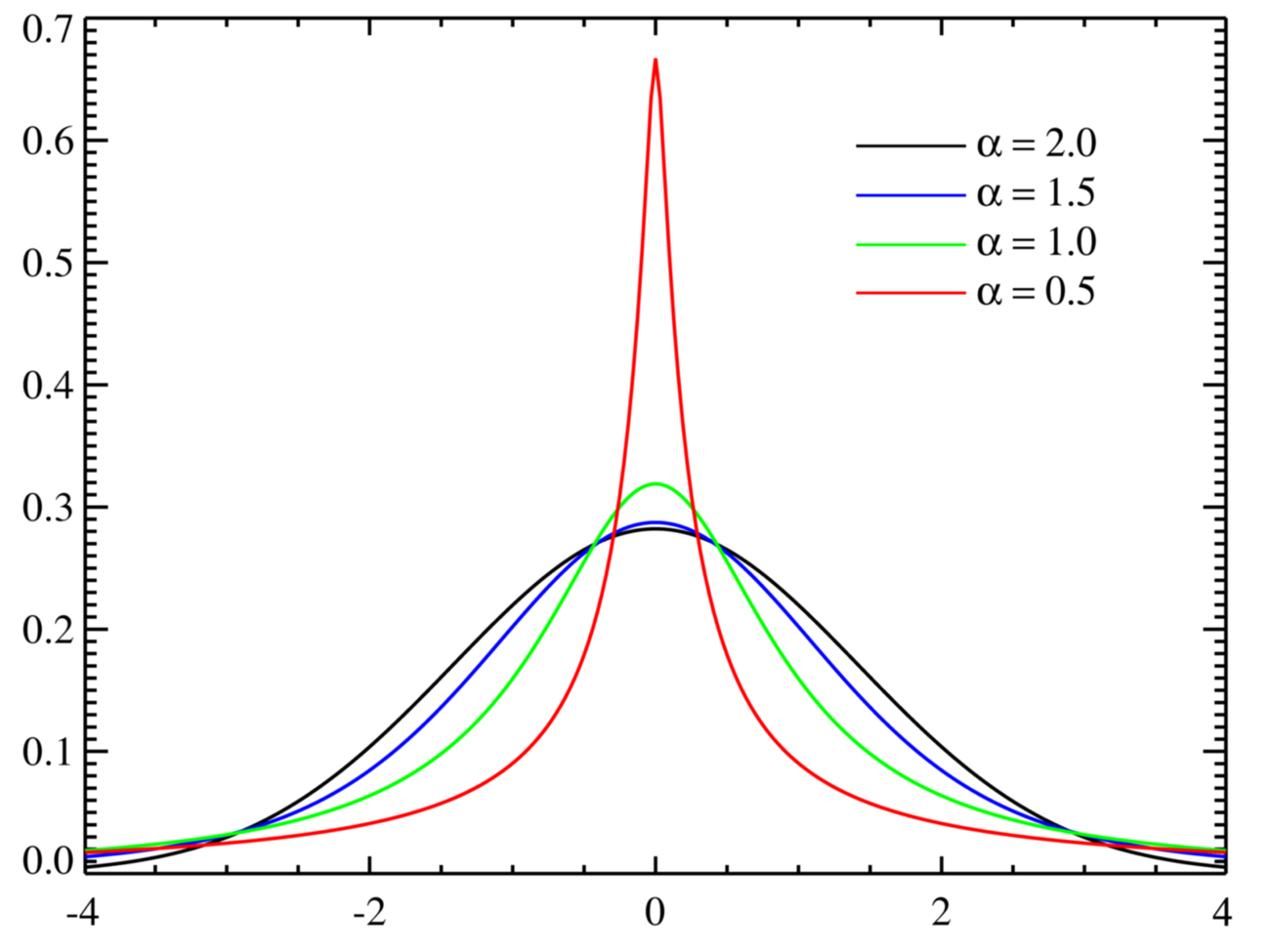
Distribució estable

- La distribució de Pareto, o distribució de la "llei del poder", utilitzada en l'anàlisi de dades financeres i el comportament crític.
- La distribució Pearson tipus III
- La distribució de tipus fase, utilitzada en la teoria de les cues
- La distribució biexponencial en fases s'utilitza habitualment en farmacocinètica
- La distribució bi-Weibull per fases
- Les distribucions parametritzades per quantils semilimitades, que són molt flexibles en la forma i es poden parametritzar amb dades utilitzant mínims quadrats lineals (vegeu Quantile-parameterized distribution § Transformations
- La distribució de Rayleigh
- La distribució de la mescla de Rayleigh
- La distribució de l'arròs
- La distribució desplaçada de Gompertz
- La distribució de Gumbel tipus 2
- La distribució Weibull o distribució Rosin Rammler, de la qual la distribució exponencial és un cas especial, s'utilitza per modelar la vida útil dels dispositius tècnics i s'utilitza per descriure la distribució de la mida de partícules de les partícules generades per les operacions de mòlta, mòlta i trituració.
- La distribució seminormal modificada.[2]
- La distribució Polya-Gamma.[3]
- La distribució Polya-Gamma modificada.[4]

### Admet tota la línia real
- La distribució de Behrens–Fisher, que sorgeix en el problema de Behrens–Fisher.
- La distribució de Cauchy, un exemple de distribució que no té un valor esperat ni una variància. En física se sol anomenar perfil Lorentzian, i s'associa amb molts processos, com ara la distribució d'energia de ressonància, l'impacte i l'eixamplament de la línia espectral natural i l'eixamplament de la línia quadràtica.
- La distribució de Fano inversa centralitzada, que és la distribució que representa la proporció de variables aleatòries normals i de diferència gamma independents.
- Distribució de Chernoff
- La distribució gaussiana modificada exponencialment, una convolució d'una distribució normal amb una distribució exponencial, i la distribució gaussiana menys exponencial, una convolució d'una distribució normal amb el negatiu d'una distribució exponencial.
- La distribució expectil, que anida la distribució gaussiana en el cas simètric.
- La distribució de Fisher-Tippett, valor extrem o log-Weibull
- Distribució z de Fisher
- La distribució t generalitzada sesgada
- La distribució de diferència gamma, que és la distribució de la diferència de variables aleatòries gamma independents.
- La distribució logística generalitzada
- La distribució normal generalitzada
- La distribució geomètrica estable
- La distribució Gumbel
- La distribució Holtsmark, un exemple de distribució que té un valor esperat finit però una variància infinita.
- La distribució hiperbòlica
- La distribució secant hiperbòlica
- La distribució de Johnson SU
- La distribució Landau
- La distribució de Laplace
- La distribució alfa estable o distribució estable de Lévy és una família de distribucions que s'utilitza sovint per caracteritzar les dades financeres i el comportament crític; la distribució de Cauchy, la distribució de Holtsmark, la distribució de Landau, la distribució de Lévy i la distribució normal són casos especials.
- La distribució Linnik
- La distribució logística
- El mapa-Distribució Airy
- La distribució de metalogs, que és molt flexible en la forma, té formes tancades simples i es pot parametritzar amb dades utilitzant mínims quadrats lineals.
- La distribució normal, també anomenada corba gaussiana o de campana. És omnipresent per naturalesa i estadística a causa del teorema central del límit : cada variable que es pot modelar com una suma de moltes variables petites independents, distribuïdes de manera idèntica amb mitjana i variància finites és aproximadament normal.
- La distribució normal-exponencial-gamma
- La distribució gaussiana normal-inversa
- La distribució de Pearson tipus IV (vegeu distribucions de Pearson)
- Les distribucions parametritzades per quantils, que són molt flexibles en la forma i es poden parametritzar amb dades mitjançant mínims quadrats lineals.
- La distribució normal sesgada
- Distribució t de Student, útil per estimar mitjans desconeguts de poblacions gaussianes.
  - La distribució t no central
  - La distribució t sesgada
- La distribució de Champernowne
- La distribució de Gumbel tipus 1
- La distribució Tracy-Widom
- La distribució de Voigt, o perfil de Voigt, és la convolució d'una distribució normal i una distribució de Cauchy. Es troba en espectroscòpia quan els perfils de línies espectrals s'amplien mitjançant una barreja de mecanismes d'ampliació Lorentzian i Doppler.
- La distribució Chen.

### Amb suport variable
- La distribució de valors extrems generalitzat té un límit superior finit o un límit inferior finit depenent del rang en què es trobi el valor d'un dels paràmetres de la distribució (o s'admet a tota la línia real per a un valor especial del paràmetre).
- La distribució de Pareto generalitzada té un suport que només està limitat per sota, o limitat tant per sobre com per sota
- La distribució de metalogs, que proporciona flexibilitat per a suport il·limitat, acotat i semiacotat, és molt flexible en la forma, té formes tancades simples i es pot ajustar a les dades mitjançant mínims quadrats lineals.
- La distribució lambda de Tukey s'admet en tota la línia real o en un interval acotat, depenent del rang en què es trobi el valor d'un dels paràmetres de la distribució.
- La distribució Wakeby

### Distribucions mixtes discretes/continues
- La distribució gaussiana rectificada substitueix els valors negatius d'una distribució normal per una component discreta a zero.
- La distribució composta de poisson-gamma o Tweedie és contínua sobre els nombres reals estrictament positius, amb una massa a zero.

### Distribucions conjuntes
Per a qualsevol conjunt de variables aleatòries independents, la funció de densitat de probabilitat de la seva distribució conjunta és el producte de les seves funcions de densitat individuals.

#### Dues o més variables aleatòries al mateix espai mostral
- La distribució de Dirichlet, una generalització de la distribució beta.
- La fórmula de mostreig d'Ewens és una distribució de probabilitat en el conjunt de totes les particions d'un nombre enter n, que sorgeix en la genètica de poblacions.
- El model de Balding-Nichols.
- La distribució multinomial, una generalització de la distribució binomial.
- La distribució normal multivariada, una generalització de la distribució normal.
- La distribució t multivariada, una generalització de la distribució t de Student.
- La distribució multinomial negativa, una generalització de la distribució binomial negativa.
- La distribució multinomial negativa de Dirichlet, una generalització de la distribució binomial beta negativa.
- La distribució log-gamma multivariada generalitzada.
- La distribució exponencial de Marshall-Olkin.

- La distribució contínua-categòrica, una família exponencial recolzada en el símplex que generalitza la distribució contínua de Bernoulli.

#### Distribucions de variables aleatòries amb valor matricial
- La distribució Wishart
- La distribució inversa de Wishart
- La distribució Lewandowski-Kurowicka-Joe
- La distribució normal de la matriu
- La distribució t matricial
- La distribució de Matrix Langevin
- La distribució beta variable de la matriu